# Victor Ortiz

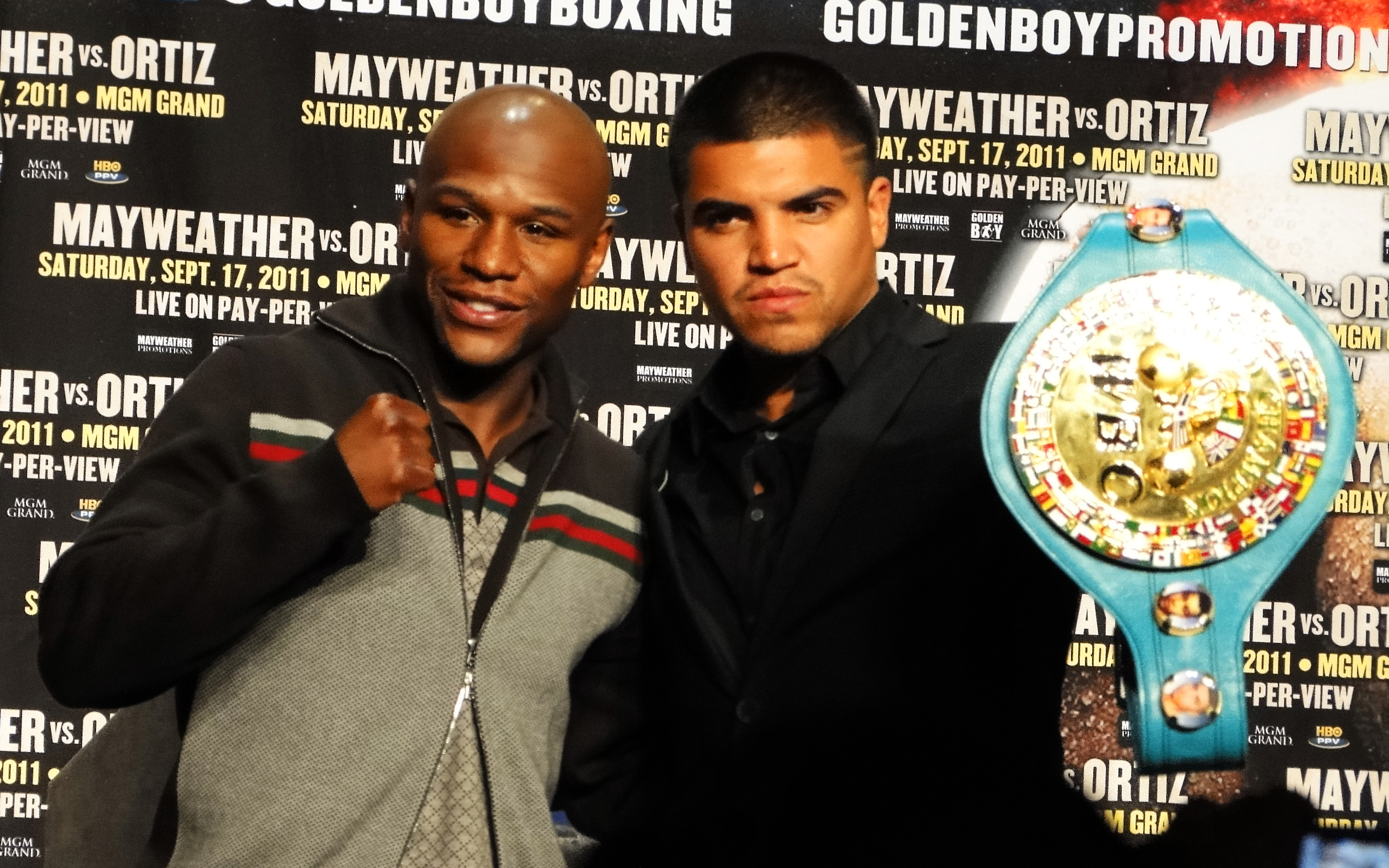
Victor Ortiz mit dem WM-Gürtel der WBC vor seiner Titelverteidigung gegen Floyd Mayweather Jr. (links)

Victor Manuel Ortiz (* 31. Januar 1987 in Garden City, Kansas) ist ein US-amerikanischer Profiboxer und Schauspieler mexikanischer Abstammung. Er ist ehemaliger Weltmeister der WBC im Weltergewicht.

## Jugend und Amateurkarriere
Victor Ortiz ist der Sohn mexikanischer Einwanderer und hat eine ältere Schwester und einen jüngeren Bruder. Seine Mutter verließ die Familie, als er sieben Jahre alt war. Er wuchs anschließend weiter bei seinem Vater auf, den er jedoch als alkoholabhängig und gewalttätig beschreibt. Als er zwölf Jahre alt war, verließ auch sein Vater die Familie, worauf er zusammen mit seinen Geschwistern bei Pflegeeltern aufwuchs.
Er wurde noch in frühen Kinderjahren von seinem Vater zum Boxen gebracht und trainierte im Garden City Boxing Club unter Ignacio „Bucky“ Ávila, den er als Vaterersatz ansah. Weitere Trainingsstätten seiner Amateurkarriere waren ein Salvation Army Red Shield Community Center der Heilsarmee und der La Colonia Youth Boxing Club in Kalifornien. Im Alter von 16 Jahren wurde er von seiner nun volljährigen Schwester adoptiert, die mit ihm und dem zweiten Bruder nach Denver zog.
Als Amateurboxer gewann er 141 von 161 Kämpfen; er ist Gewinner der Kansas Golden Gloves, der Ringside National Championships, der Junior Olympics und der Police Athletic League. Statt einer Teilnahme an den Olympischen Sommerspielen 2004, wurde er stattdessen im Alter von 17 Jahren Profiboxer. Er lebt in Oxnard, Ventura County, Kalifornien.

## Profikarriere
Er gewann seine ersten sieben Kämpfe in Folge, davon fünf durch Knockout (K. o.). Am 3. Juni 2005 boxte er in seiner Heimatstadt Oxnard gegen Corey Alarcon (11 Siege - 9 Niederlagen). Ortiz beherrschte den Kampf deutlich und konnte seinen Gegner bereits in der ersten Runde zu Boden schicken. Gegen Ende der ersten Runde trennte der Ringrichter die beiden klammernden Boxer, worauf Ortiz seinen Gegner durch einen Aufwärtshaken erneut zu Boden schickte. Alarcon stürzte unter die Ringseile und wurde ausgezählt. Der Ringrichter betrachtete den Schlag jedoch als Foul, da er während der Trennung erfolgte und disqualifizierte Ortiz anschließend; Alarcon wurde daraufhin zum Sieger erklärt.
Er gewann jedoch seine nächsten neun Kämpfe, davon sechs durch K. o.; dabei siegte er auch einstimmig nach Punkten gegen den ehemaligen WBO-Weltmeister Alfred Kotey. Am 19. Januar 2007 boxte er in Phoenix gegen den ungeschlagenen Marvin Cordova (12-0). Bereits in der ersten Runde landete Cordova einen unabsichtlichen Kopfstoß bei Ortiz, der bei diesem eine blutende Cutverletzung hinterließ, die zum Abbruch des Kampfes durch den Ringrichter führte; da der Kopfstoß nicht absichtlich zustande kam, wurde der Kampf als technisches Unentschieden gewertet.
Auch seine nächsten acht Kämpfe konnte er wieder gewinnen, davon alle vorzeitig. Dabei besiegte er am 10. November 2007 den ehemaligen WBA-Weltmeister Carlos Maussa durch K. o. in der ersten Runde. Am 13. September 2008 gewann er den Nordamerikanischen Meistertitel der WBO im Halbweltergewicht, durch einen K.-o.-Sieg in der fünften Runde gegen den Südamerikanischen Meister Roberto Arrieta. Am 6. Dezember 2008 verteidigte er seinen Titel durch K. o. in der zweiten Runde gegen Jeffrey Resto. Am 7. März 2009 gewann er durch einen K.-o.-Sieg in der zweiten Runde gegen Mike Arnaoutis, zusätzlich den US-Meistertitel.
Am 27. Juni 2009 bekam er in Los Angeles die Chance auf die interime Weltmeisterschaft der WBA gegen Marcos Maidana (25-1, 24 K. o.´s), dem schlagstärksten Boxer im Halbweltergewicht. Bei dem spektakulären Duell ging Maidana in den ersten beiden Runden gleich dreimal zu Boden, Ortiz ebenfalls in den Runden 1 und 6. In der sechsten Runde brach der Ringarzt den Kampf ab, da er eine Cutverletzung über dem rechten Auge von Ortiz als zu schwer ansah. Maidana wurde daraufhin zum Sieger durch technischen K. o. erklärt. Bis zum Kampfabbruch hatte Ortiz bei allen drei Punktrichtern in Führung gelegen.
Am 12. Dezember 2009 siegte er gegen Antonio Díaz (46-5-1) durch verletzungsbedingte Aufgabe durch Díaz´s Ringecke. Am 15. Mai 2010 gewann er durch einstimmigen Punktesieg gegen den ehemaligen IBF-, WBA- und WBO-Weltmeister Nate Campbell, wobei er ihn in der ersten Runde auch am Boden hatte. Am 18. September 2010 siegte er durch K. o. in der dritten Runde gegen den ehemaligen WBA-Weltmeister Vivian Harris. Harris ging bereits in Runde 2 dreimal zu Boden.
Am 11. Dezember 2010 bestritt er in Las Vegas einen Kampf gegen den späteren Doppelweltmeister Lamont Peterson. Obwohl Ortiz seinen Gegner in Runde 3 niederschlagen konnte, endete der Kampf nach 12 Runden mit einem Unentschieden.
Am 16. April 2011 boxte er gegen den ungeschlagenen Andre Berto (27-0) um den WBC-Weltmeistertitel im Weltergewicht. Berto galt als Nummer 3 der Weltrangliste und bestritt gegen Ortiz seine bereits sechste Titelverteidigung. Ortiz gelang bereits in der ersten Runde ein Niederschlag, musste jedoch selbst in der zweiten Runde zu Boden. In der sechsten Runde gelang beiden Boxern ein Niederschlag, der aggressivere Ortiz gewann den Kampf nach 12 Runden jedoch einstimmig nach Punkten. Der Kampf wurde zudem vom Ring Magazine zum „Fight of the Year“ gewählt.
Am 17. September 2011 kam es in Las Vegas zum Aufeinandertreffen mit dem ungeschlagenen, ehemaligen 6-fach-Weltmeister Floyd Mayweather Jr. (41-0), der zum ersten Mal seit über 16 Monaten wieder in den Ring stieg. Der Kampf endete umstritten. Als sich Ortiz nach einem absichtlichen Kopfstoß in der vierten Runde bei Mayweather entschuldigte, nutzte dieser die Situation aus und schlug den ungedeckten Ortiz durch eine Linke gefolgt von einer Rechten zu Boden. Ortiz wurde von Ringrichter Joe Cortez anschließend ausgezählt. Da Cortez aufgrund des Punktabzuges gegen Ortiz sich zu den Punktrichtern gedreht hatte, will er den Niederschlag nicht als Unsportlichkeit erkannt haben und ging von einem regulären Niederschlag aus. Mayweather wurde für dieses Verhalten von einigen Beobachtern und Kommentatoren stark kritisiert. Legendär wurde das anschließende Interview mit HBO-Moderator Larry Merchant, der sich mit Mayweather einen wilden Wortwechsel lieferte und das Interview mit dem Satz: „Ich wünschte ich wäre 50 Jahre jünger... Ich würde dir in den Arsch treten“ („I Wish I Was 50 Years Younger...I Would Kick Your Ass“) beendete.
Ortiz sollte als Nächstes erneut gegen Andre Berto boxen. Dieser geplante Rückkampf musste jedoch annulliert werden, da Berto die Einnahme leistungssteigernder Drogen nachgewiesen wurde. Stattdessen boxte Ortiz am 23. Juni 2012 in Los Angeles gegen Josesito López (29-4) um den WBC-Silbertitel im Weltergewicht. Ortiz musste den Kampf jedoch nach der neunten Runde aufgeben, da er einen doppelt gebrochenen Kiefer erlitten hatte. Bis zum Abbruch des als t.K.o. gewerteten Kampfes hatte er bei allen drei Punktrichtern in Führung gelegen.
Nach einer anschließenden Auszeit von über 19 Monaten stieg er wieder am 30. Januar 2014 in Brooklyn gegen den ehemaligen WBA-Weltmeister Luis Collazo (34-5) in den Ring und versuchte sich dabei, die Internationale Weltergewichtsmeisterschaft der WBA zu sichern. Dabei ging Ortiz bereits am Ende der zweiten Runde nach einem Treffer des ebenfalls in der Rechtsauslage boxenden Collazo zu Boden und wurde von Ringrichter Benjy Esteves ausgezählt. Der Kampf wurde als K.-o.-Niederlage gewertet.
Seinen nächsten Kampf bestritt er erst am 13. Dezember 2014 in Las Vegas gegen Manuel Pérez (22-10). Dabei gewann er nach langsamen Start durch t.K.o. in der dritten Runde, nachdem Ringrichter Vic Drakulich nach einem Niederschlag von Pérez den Kampf abbrach. Aufgrund einer Handgelenksverletzung musste er anschließend erneut länger Pausieren und kehrte erst im Dezember 2015 in den Ring zurück. Dabei besiegte er den Mexikaner Gilberto Sanchez Leon (33-13) durch t.K.o. in der achten Runde.
Am 30. April 2016 kam es im kalifornischen StubHub Center zum lang erwarteten und bereits zweimal verschobenen Rematch zwischen Victor Ortiz und Andre Berto. Dabei zeigte Ortiz zu Beginn gute Leistungen und hatte Berto in der zweiten Runde am Boden, wurde jedoch in der vierten Runde selbst zweimal niedergeschlagen und verlor durch Knockout.
Seinen nächsten Auftritt hatte er erst wieder am 30. Juli 2017 in Bakersfield, als er durch Knockout in der vierten Runde gegen den Mexikaner Saul Corral (25-9) gewann. Gegen Devon Alexander (27-4), ehemaliger Titelträger der Verbände IBF und WBC, erreichte er im Februar 2018 ein Unentschieden.
Seinen nächsten Kampf bestritt er erst am 21. August 2021 und verlor dabei nach Punkten gegen Robert Guerrero (36-6).

## Filmografie (Auswahl)
- 2014: The Expendables 3
- 2015: Southpaw
- 2016: Ray Donovan (2 Folgen)
- 2016: Hawaii Five-0 (1 Folge)
- 2016: Life in Pieces (1 Folge)
- 2017: Once Upon a Time in Venice

## Sonstiges
2013 war Ortiz Teilnehmer der 16. Staffel von Dancing with the Stars, wo er mit seiner Tanzpartnerin Lindsay Arnold den 8. Platz erreichte.
2014 übernahm er eine Hauptrolle in dem Actionfilm The Expendables 3. Zudem erhielt er eine Rolle in dem Boxerfilm Southpaw.